# Neolucanus borneensis
Neolucanus borneensis là một loài bọ cánh cứng trong họ Lucanidae. Loài này được Houlbert mô tả khoa học năm 1914.